# 内藤政挙
内藤 政挙（ないとう まさたか）は、日向国延岡藩の第8代（最後）の藩主。延岡藩内藤家宗家13代。

## 生涯
嘉永5年（1852年）5月10日、遠江掛川藩主・太田資始の六男として江戸で生まれる。万延元年（1860年）に延岡藩の第7代藩主・内藤政義の養子となり、文久2年（1862年）10月24日に政義が隠居したため家督を継いだ。
幕末の動乱の中で、政挙は実家の太田家、養子先の内藤家ともに徳川家譜代の家臣だったことから、佐幕派として行動し、元治元年（1864年）の第1次長州征伐、慶応2年（1866年）の第2次長州征伐では幕府軍の一員として参戦した。
慶応4年（1868年）1月の鳥羽・伏見の戦いの際には政挙は在国していたが、大坂駐在の藩兵が旧幕府軍の命令を受けて警備の任を受けていたことから、新政府より朝敵と認定される。政挙の代わりに京都に詰めていた重臣の小林祐蔵は直ちに弁明を行うとともに、薩摩藩や熊本藩に周旋を依頼している。政挙も2月7日に新政府に従う旨の誓約書を薩摩藩に提出している。その後、上京して弁明することを命じられた政挙は4月5日に入京して新政府による糾問を受けた後、5月10日になって部下（大坂駐在の藩兵）の不行届を理由に謹慎100日余の処分を受けたものの、責任者とされた部隊長2名は釈放され、これによって事実上の赦免とされた。戊辰戦争では甲府城勤番など後方警備のみを命じられた。
明治2年（1869年）6月の版籍奉還で延岡藩知事に任じられ、明治4年（1871年）7月の廃藩置県で藩知事を免官された。その後、東京へ移り慶應義塾に学ぶが、眼病のため退塾した。しかし、原時行など多くの旧藩士を慶應義塾で学ばせている。明治9年（1876年）に宮中勤番に任じられ、さらに明治14年（1881年）には宮中祗候に任じられる。明治17年（1884年）の華族令で子爵に列せられた。
明治23年（1890年）に西南戦争や明治17年（1884年）の延岡大火で衰微した旧領の復興と教育振興のため延岡に戻って定住。その後、小林乾一郎を家令に任命して家政を改革させた。この年、日平銅山の経営に着手。明治30年代には銅山に笠原鷲太郎を招聘して洋式精錬法の導入と水力発電所を設置（後述）したことにより、内藤家の資産は大きく増加。山林や小作地を買い入れ大地主となり、大正年間に銅山が資源枯渇のために閉山を余儀なくしてもなお、近代の宮崎県における有数の資産家であり続けた。
資産の一部は慈善事業や教育活動などの社会貢献にも割り振られ、藩校の系譜を引く亮天社を中学校として整備し、宮崎県立延岡中学校へとつなげた。加えて、女子教育のため女児教舎を設立し、延岡高等女学校へと発展させていくが、県庁所在地を除いた地方における女子中等教育の先駆的事例である。延岡中学の県立移管後も、高等女学校は昭和期まで内藤家が経営にあたった。明治29年（1896年）3月には銅山内に日平尋常小学校を設立して従業員子弟の教育に配慮している。また、大正元年（1912年）9月には見立尋常小学校を設立した。
明治43年（1910年）1月には延岡電気所を設立した。電力事業は築港とあわせ、今日の旭化成につながる日本窒素の工場誘致の呼び水となり、今日の延岡市の経済的基礎を築くこととなった。地域経済を活性化させた偉業を顕彰する銅像が、後年、延岡城に建てられている。
昭和2年（1927年）5月23日に死去した。享年76。

## 家族
父母
- 太田資始（実父）
- 内藤政義（養父）

妻
- 内藤信子 ー 内藤政文の娘（正妻）
- 織田鈴子 ー 織田長易の次女（継妻）
- 堀河英子 ー 堀河親賀の娘（継々妻）

側室
- 吉岡光

子女
- 内藤政敏（長男）
- 内藤政道[注 1]（四男）
- 内藤政恒（五男）
- 交野政邁[注 2]
- 内藤艶子 ー 京極高義夫人（前妻）
- 内藤珠子（次女） ー 室町滿三郞夫人[4]
- 内藤房子 ー 栗山茂夫人

孫
- 内藤政武
- 栗山尚一